# Sinagoga di Messina
La sinagoga di Messina (kenisat Massini) è stato un luogo di culto ebraico della città peloritana.

## Storia
L'antica sinagoga aveva sede in via Cardines, che si chiamava via della Giudecca . Essa aveva forma di esedra, aperta di mezzo e chiusa ai quattro lati; all'interno c'è un pozzo d'acque vive. Si ritiene che sin dall'epoca romana fosse andato formandosi a Messina il nucleo più antico di una comunità ebraica siciliana, ma le prime notizie certe della presenza ebraica a Messina risalgono all'XI secolo.
Sull'area della sinagoga venne edificata la chiesa di San Filippo Neri.
C'erano più sinagoghe presenti in Messina. Un'altra sinagoga messinese fu convertita in chiesa "Real cappella della Vergine della Candelaia".

## Rabbini messinesi
Il più famoso rabbino a Messina fu:
- אברהם אבולעפיה Abraham ben Shemuel Abulafia.

Altri rabbini messinesi furono:
- רב אברהם בן שלום rabbi Abraham ben Shalom
- רב סעדיה בן יצחק סיג'ילמסי rabbi Sa 'adiah ben Izahaq Sigilmasi
- רב נתן בן סעדיה rabbi Nathan ben Sa 'adiah Hadad
- רב יעקב בן אברהם rabbi Jacob ben Abraham.